# アイオン・ディソナンス
アイオン・ディソナンス ('Ion Dissonance)は、カナダ出身のマスコアバンド。

## メンバー

### 現在
- Kevin McCaughey (ボーカル、2006年～)
- Antoine Lussier (ギター、2001年～)
- Sebastien Chaput (ギター、2001年～)
- Dominic Grimard (ベース、2014年～)
- Jean-François 'JF' Richard (ドラム、2001年～)

### 元メンバー
- Gabriel McCaughry (ボーカル、2001年～2006年)
- Sebastien Painchaud (ベース、2001年～2002年)
- Miguel Valade (ベース、2002年～2004年)
- Xavier St-Laurent (ベース、2004年～2007年)
- Yannick Desgroseillers (ベース、2007年～2014年)

## ディスコグラフィー

### スタジオ・アルバム
- Breathing Is Irrelevant (2003)
- Solace (2005)
- Minus the Herd (2007)
- Cursed (2010)